# Martin Greiner (Germanist)
Martin Greiner (* 23. November 1904 in Leipzig; † 7. November 1959 in Kassel) war ein deutscher Germanist und Literaturwissenschaftler.

## Leben
Martin Greiner – ein Sohn des Notenstechers Richard Greiner – studierte nach dem Besuch der Alten Nikolaischule seit 1925 an der Universität Leipzig Germanistik, Philosophie und Geschichte. Zu seinen akademischen Lehrern zählten die Germanisten Hermann August Korff, Theodor Frings und Georg Witkowski, die Historiker Erich Brandenburg, Alfred Doren und Siegmund Hellmann, die Philosophen Hans Driesch und Theodor Litt sowie der Religionsphilosoph Paul Tillich. Greiner wurde in Leipzig 1929 bei Theodor Frings mit einer Dissertation über das frühromantische Naturgefühl bei Ludwig Tieck und Novalis promoviert. Als Stipendiat der Notgemeinschaft der deutschen Wissenschaft arbeitete er in Berlin zunächst für Arthur Hübner und Julius Petersen, um dann seine Habilitation bei Walther Brecht in München zu beginnen.
Ende 1934 heirateten Martin Greiner und Irene Kahn, eine Tochter des Komponisten Robert Kahn. Kurz vor seiner Habilitation musste Greiner – nach der Machtübernahme durch die Nationalsozialisten – wegen der jüdischen Herkunft seiner Ehefrau die geplante wissenschaftliche Laufbahn aufgeben und Tätigkeiten im Verlagswesen übernehmen. Nach einem Volontariat beim Barsortiment Koehler & Volkmar AG in Leipzig arbeitete Greiner als Verlagsredakteur im L. Staackmann Verlag. Infolge eines Ausschlussverfahrens aus der Reichsschrifttumskammer  konnte er seit 1937 keine eigenen Texte veröffentlichen. 1944 wurde Martin Greiner von der Gestapo verhaftet und in das Zwangsarbeitslager bei Osterode eingeliefert.
Nach dem Ende des Zweiten Weltkrieges kam die Familie in Leipzig wieder zusammen: Die Ehefrau Irene Greiner und zwei Kinder hatten seit Ende 1943 versteckt in Bützow (Mecklenburg) leben müssen. Am 24. September 1945 gehörte Martin Greiner in der Sowjetischen Besatzungszone zu den Gründungsmitgliedern der CDU in Leipzig, wo er als Assistent bei Korff tätig war. Martin Greiner konnte sich 1947 mit der Schrift Das Naturgefühl in der Lyrik des 19. Jahrhunderts bei Korff und Frings habilitieren. Seine Ernennung zum Professor mit vollem Lehrauftrag für neuere Sprache und Literatur innerhalb der Philosophischen Fakultät folgte im April 1948.
Als Hans Mayer aus der 1951 aufgelösten Gesellschaftswissenschaftlichen Fakultät im Juli 1952 als ordentlicher Professor an die Philosophische Fakultät berufen wurde, kam es zwischen beiden Hochschullehrern zu erheblichen Konflikten.  Aus diesem Grund wechselte Greiner mit seiner Familie im selben Jahr aus der Deutschen Demokratischen Republik in die Bundesrepublik Deutschland. Seit 1955 lehrte er dann an der Universität Gießen, wo er 1958 zum Ordinarius für Literaturwissenschaft und deutsche Literaturgeschichte ernannt wurde.
Martin Greiner starb am 7. November 1959 an den Folgen eines Autounfalls. Seiner Ehe entstammen die Kinder Gottfried (* 1940), Martina (* 1944) und Thomas (* 1948).

## Veröffentlichungen

### Monografien
- Zwischen Biedermeier und Bourgeoisie. Ein Kapitel deutscher Literaturgeschichte im Zeichen Heines. Koehler & Amelang, Leipzig 1954.
- Theodor Gottlieb von Hippel 1741–1796. Akademischer Vortrag zur Jahresfeier am 1. Juli 1958 in Gießen. Schriften der Justus Liebig-Universität Giessen. Wilhelm Schmitz, Gießen 1958.
- Die Entstehung der modernen Unterhaltungsliteratur. Studien zum Trivialroman des 18. Jahrhunderts. (= rowohlts deutsche enzyklopädie, Band 207.) Postum herausgegeben und bearbeitet von Therese Poser. Rowohlt, Reinbek bei Hamburg 1964.

### Herausgeber
- Heinrich Heine. Mit einem Nachwort vom Herausgeber. 2 Bände. Kiepenheuer & Witsch, Köln 1956.
- Johann Gottfried Schnabel: Die Insel Felsenburg. In der Bearbeitung von Ludwig Tieck. Mit einem Nachwort vom Herausgeber. Reclam, Stuttgart 1959.